# Halosaurus radiatus
Espèce
Halosaurus radiatus est une espèce de poissons téléostéens.